# Thượng Thanh
Thượng Thanh là một phường thuộc quận Long Biên, thành phố Hà Nội, Việt Nam.
Phường Thượng Thanh được thành lập năm 2003 trên cơ sở toàn bộ 488,09 ha diện tích tự nhiên và 13.153 người của xã Thượng Thanh, huyện Gia Lâm., nằm phía Tây Bắc quận Long Biên, phía Đông giáp phường Đức Giang, phía Tây giáp phường Ngọc Thuỵ, phía Nam giáp phường Ngọc Lâm, Gia Thuỵ, phía Bắc giáp huyện Đông Anh, Gia Lâm. Địa hình của phường khá phức tạp, chạy dài từ đầu cầu Đuống đến ga Gia Lâm, xen kẽ với nhiều cơ quan xí nghiệp và các khu tập thể, là đầu mối của một số đường giao thông quan trọng như đường bộ, đường sông, đường sắt, có ga Gia Lâm, cảng Đức Giang nối liền sự giao lưu phát triển kinh tế trong phạm vi quận, thành phố và khu vực.
Được thành lập theo Nghị định số 132/2003/NĐ/CP ngày 06/11/2003 của Chính phủ và đi vào hoạt động từ 01/01/2004 trên cơ sở xã Thượng Thanh có tiếp nhận thêm một số cụm dân cư các xã lân cận, Phường Thượng Thanh có diện tích đất tự nhiên là 484,4426 ha, dân số hiện nay trên 26 nghìn nhân khẩu phân bố ở 28 tổ dân phố. Trình độ dân trí không đồng đều, nhân dân chủ yếu làm nông nghiệp và là một trong các phường có truyền thống văn hóa – lịch sử - cách mạng lâu đời.
Trên địa bàn phường hiện nay còn khá nhiều di tích lịch sử - văn hóa – cách mạng như: đình - chùa Gia Quất, đình - chùa Thanh Am, đình - chùa Thượng Cát, đền phủ Liễu Hạnh – Thủy Văn. Trong đó, đình Thanh Am đã được Bộ Văn hóa Thông tin xếp hạng di tích lịch sử văn hóa cấp Quốc gia năm 1990, đình Gia Quất được UBND Thành phố Hà Nội xếp hạng di tích lịch sử - nghệ thuật, chùa Gia Quất được xếp hạng di tích lịch sử cách mạng kháng chiến năm 2010, Đền phủ Đông Trù (tổ 18 phường Thượng Thanh) được UBND Thành phố Hà Nội xếp hạng di tích lịch sử nghệ thuật năm 2017.
Khi mới thành lập, với kinh tế và hạ tầng cơ sở kém phát triển, an ninh chính trị - trật tự an toàn xã hội rất phức tạp. Tuy nhiên, với ý chí và quyết tâm cao, Đảng bộ, Chính quyền và nhân dân phường Thượng Thanh đã cùng nhau quyết tâm thực hiện những nhiệm vụ mới, nhanh chóng ổn định để xây dựng nền tảng vững chắc phát triển kinh tế - xã hội. Từ những nỗ lực to lớn của cả hệ thống chính trị và nhân dân trên địa bàn phường đã thu được nhiều kết quả và thành tựu đáng tự hào.
Tốc độ đô thị hoá và phát triển kinh tế của phường luôn duy trì với nhịp độ cao, phát triển theo hướng thương mại - dịch vụ, tiểu thủ công nghiệp. Từ mức thu ngân sách 5,2 triệu năm 2003 đến 2018 là hơn 40,4 tỷ (tăng gần 8 lần) với mức tăng bình quân hàng năm là trên 10%. Chú trọng phát triển cơ sở hạ tầng, 15 năm qua đã có trên 60 công trình xây dựng do phường làm chủ đầu tư với kinh phí gần 70 tỷ đồng. Đặc biệt Quận, Thành phố đã đầu tư với hàng trăm tỷ đồng cho các dự án trọng điểm tạo nên bộ mặt khang trang hiện đại như hạ tầng cơ sở khu tái định cư xóm Lò, Trường Mầm non Thượng  Thanh, Mầm non Ánh Sao, Tiểu học Thượng Thanh, Tiểu học Thanh Am, THCS Thượng Thanh, THCS Thanh Anh, Trung tâm Văn hóa – Thể thao phường.
Đi đôi với phát triển kinh tế, hạ tầng kỹ thuật, phường cũng luôn chăm lo phát triển các sự nghiệp văn hóa, xã hội thông qua từng lĩnh vực. Sự nghiệp giáo dục và đào tạo, công tác chăm sóc người có công, đối tượng bảo trợ xã hội luôn được quan tâm đặc biệt. Chú trọng xóa nghèo bền vững bằng nhiều giải pháp hữu hiệu, tới nay tỷ lệ hộ nghèo chỉ còn 0,4%, không còn hộ nghèo là đối tượng chính sách. Công tác y tế, dân số, chăm sóc sức khỏe trẻ em cũng được quan tâm thường xuyên, thực hiện tốt các hoạt động chăm sóc sức khỏe ban đầu cho nhân dân.
Bên cạnh việc tập trung phát triển kinh tế xã hội, vấn đề đảm bảo an ninh chính trị, trật tự an toàn xã hội, công tác quân sự địa phương luôn được đặt lên hàng đầu. Với tinh thần tập trung, sự nỗ lực của từng chiến sỹ công an, dân quân tự vệ, ban bảo vệ dân phố, lực lượng xung kích đã khắc phục những khó khăn, thiếu thốn về cơ sở vật chất, giữ vững an ninh chính trị, trật tự an toàn xã hội trên địa bàn phường.
Những thành tựu đã đạt được kể từ khi thành lập đến nay không thể tách rời vai trò lãnh đạo, chỉ đạo sâu sát của Đảng ủy phường, sự phối hợp chặt chẽ của các  đoàn thể chính trị xã hội. Đảng bộ phường trong những năm qua đã có bước phát triển vững chắc, đến nay, toàn đảng bộ đã có 1094 đảng viên với 40 chi bộ trực thuộc. Đảng ủy phường qua từng nhiệm kỳ đã phát huy trí tuệ tập thể, tinh thần trách nhiệm, năng lực lãnh đạo, chỉ đạo để thực hiện vai trò định hướng, xây dựng các mục tiêu phát triển của phường trong từng giai đoạn.
Mặt trận tổ quốc và các đoàn thể chính trị - xã hội của phường phát triển không ngừng về tổ chức hội, thể hiện rõ vai trò, trách nhiệm trong công tác tuyên truyền, vận động cũng như chăm lo đời sống, vật chất, tinh thần cho cán bộ, hội viên với nhiều phong trào cụ thể, thiết thực. Đồng thời có sự phối hợp chặt chẽ với Đảng, chính quyền để thực hiện các nhiệm vụ đã đề ra.

## Trường học
1. Trường THCS Thượng Thanh
2. Trường TH Thượng Thanh
3. Trường Tiểu học Thanh Am
4. Trường THCS Thanh Am
5. Trường Mầm non Thượng Thanh
6. Trường mần non Ánh Sao
7. Trường TH Gia Quất
8. Trường Mầm non Gia Quất
9. Trường THPT Lý Thường Kiệt

## Di tích lịch sử và lễ hội truyền thống
1. Đình - Chùa Thanh Am
2. Đình - Chùa Gia Quất
3. Đền phủ Đông Trù